# Alfiere della Repubblica
L'Attestato d'Onore per le benemerenze acquisite nel campo della cultura, della scienza, dell'arte, dello sport e del volontariato "Alfiere della Repubblica" (abbreviato in Alfiere della Repubblica) è una benemerenza statale, istituita dal Presidente della Repubblica Italiana Giorgio Napolitano, con decreto del Presidente della Repubblica 22 febbraio 2010, n. 55/N.
Il 13 luglio 2020, con atto pubblico a Roma, viene costituita l'Associazione Nazionale Alfieri della Repubblica Italiana (ANARI) con lo scopo di riunire e sancire un sodalizio tra tutti gli insigniti “Alfieri della Repubblica” per rendere servizio al Paese nel solco dei valori civici, sociali e culturali. Per raggiungere i propri obiettivi sociali, l’Associazione Nazionale Alfieri della Repubblica Italiana (ANARI) ha siglato un memorandum d’intesa con l’Associazione Nazionale Cavalieri di Gran Croce, l’onorificenza con il grado più alto dell’OMRI.

## Storia

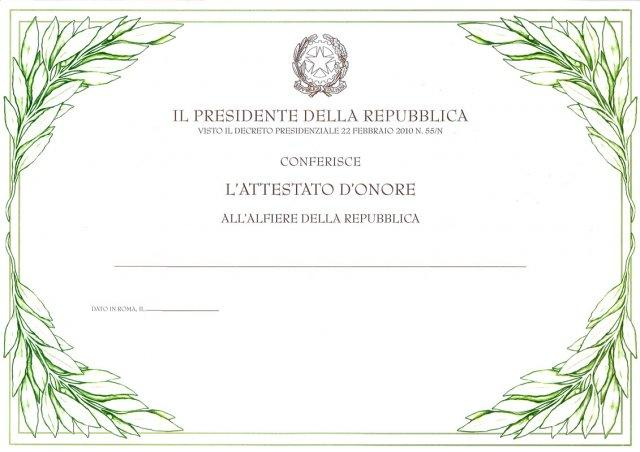
Attestato d'Onore - Alfiere della Repubblica

L'Attestato d'Onore è una benemerenza riservata ai cittadini italiani, anche residenti all'estero, minori che, al momento della segnalazione, non abbiano ancora compiuto il diciottesimo anno di età, e ai cittadini stranieri residenti nel nostro Paese, che siano nati in Italia o abbiano frequentato con profitto le scuole italiane per almeno cinque anni, che attribuisce il titolo di "Alfiere della Repubblica", conferita al fine di mettere in luce eccezionali benemerenze nel campo dello studio, della cultura, della scienza, dell'arte, dello sport nonché del volontariato e con singoli atti o comportamenti ispirati ad altruismo e solidarietà che possano proporre modelli di comportamento positivi delle nuove generazioni.
L'Attestato d'Onore è conferito dal Presidente della Repubblica Italiana su proposta del Segretario Generale della Presidenza della Repubblica, sentita un'apposita Commissione Valutativa.
Le proposte di conferimento possono essere inviate alla Presidenza della Repubblica da istituzioni, enti, associazioni e da singoli cittadini.